# Cavallo di Leonardo

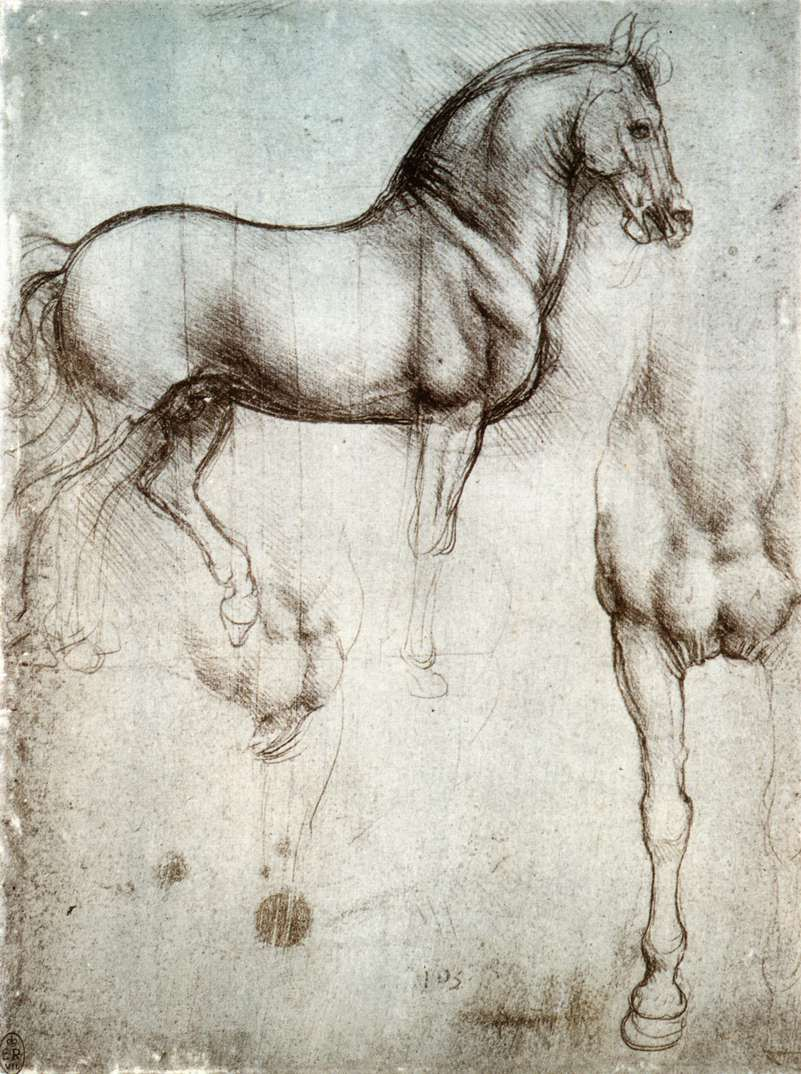
Studi per il cavallo

Il Cavallo di Leonardo è parte di un monumento equestre a Francesco Sforza, progettato da Leonardo da Vinci dal 1482 al 1493, per essere fuso in bronzo, del quale riuscì a portare a termine solo un modello in creta, perduto. I disegni dei cavalli di Leonardo sono ora custoditi nel Castello di Windsor.

## Storia e descrizione

### Primo progetto

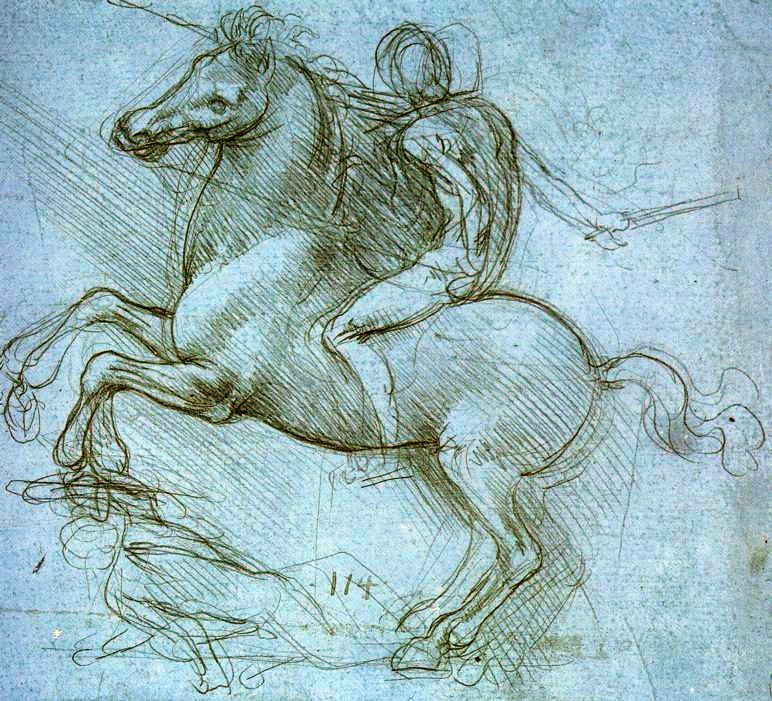
Studio per il primo progetto

Nel 1482 Ludovico il Moro Duca di Milano, propose a Leonardo di costruire la più grande statua equestre del mondo: un monumento a suo padre Francesco, duca dal 1452 al 1466 (anno della sua morte), che era stato il primo duca milanese degli Sforza.  La commissione è testimoniata da un pagamento a titolo di anticipo per le spese per un modello, pagate per conto del Duca dal sovrintendente all'erario di corte, Marchesino Stanga. Si sa inoltre che la bottega di Leonardo, in Corte Vecchia (sul sito dell'attuale Palazzo Reale), era stata rifornita degli strumenti e dei materiali necessari per la fusione di bozzetti.
L'impresa era colossale, non solo per le dimensioni previste della statua, ma anche per l'intento di scolpire un cavallo: nell'atto di impennarsi ed abbattersi sul nemico.
Leonardo sapeva perfettamente che la qualità del cavallo era molto importante per sottolineare l'importanza del personaggio e quindi studiò a fondo, nelle scuderie ducali, tutti i dettagli anatomici dell'animale, realizzando disegni preparatori usando come modelli alcuni cavalli già famosi per la loro bellezza. I disegni ritraevano le parti più belle di ciascun cavallo, con l'intenzione di farne una specie di "montaggio" per ottenere il cavallo ideale e attribuire quindi il meglio ai personaggi che, in vario modo, voleva onorare; tra le sue note si trovano appunti del tipo: «Morel Fiorentino è grosso e ha un bel collo e assai bella testa», oppure «Ronzone, bianco, ha belle cosce, e si trova a Porta Comasina». S'interessò molto anche riguardo al rilassamento ed alla tensione dei muscoli durante l'azione, per dare espressività alla statua.
La lentezza dei lavori, interrotti anche per la preparazione delle nozze di Anna Maria Sforza e Alfonso I d'Este (programmate nel 1490 e rimandate al 1491) e per quelle di Ludovico il Moro e Beatrice d'Este (1494), dovettero preoccupare il Moro, il quale già nel 1489 fece pervenire, tramite Pietro Alamanni, una lettera a Lorenzo il Magnifico datata 22 luglio per chiedere la collaborazione di fonditori in bronzo fiorentini: «un maestro o due apti a tale opera et benché gli abbi commesso questa cosa in Leonardo da Vinci, non mi pare molto la sappia condurre». Nessuno si presentò: erano infatti gli anni in cui il Magnifico lamentava la mancanza di validi scultori sulla scena, decidendo di aprire la famosa scuola del giardino di San Marco.

### Secondo progetto

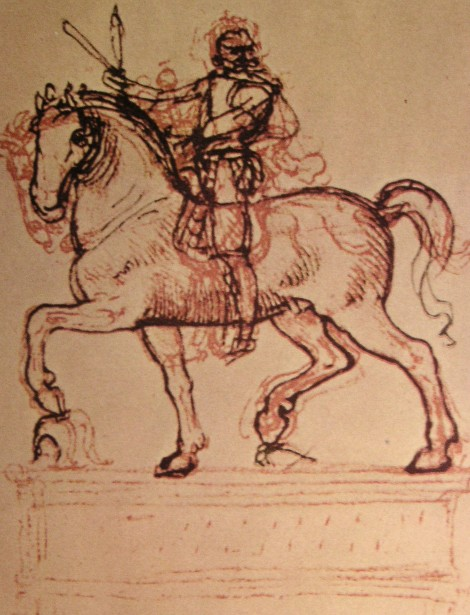
Studio per il secondo progetto

Nel frattempo, il progetto era cambiato. Il cavallo rampante probabilmente creava eccessivi problemi di equilibratura. Inoltre il monumento venne ripensato di forme colossali, fino a quattro volte più grande del naturale. Un simile progetto, quindi, rese necessario ridisegnare il cavallo al passo, ed entro il maggio 1491 l'artista aveva approntato un nuovo modello in creta, in occasione del matrimonio della nipote del duca con l'imperatore d'Austria.
Leonardo, con questo monumento, voleva realizzare un'opera che oscurasse tutte le precedenti statue equestri, in particolare quelle del suo maestro Verrocchio e di Donatello, dedicate rispettivamente al Colleoni e al Gattamelata. A Leonardo interessava, in realtà, più il cavallo che il cavaliere; il suo cavallo doveva essere il più grande di tutti, superare i 7 metri di altezza, una sfida mai tentata prima. Proprio per questo Leonardo riempì fogli e fogli di schizzi di anatomia, studiando muscolatura e proporzioni del cavallo e passando moltissimo tempo a progettare e calcolare quest'opera gigantesca che, per la sua fusione, avrebbe richiesto ben 100 tonnellate di bronzo.

### Verso la fusione e abbandono del progetto

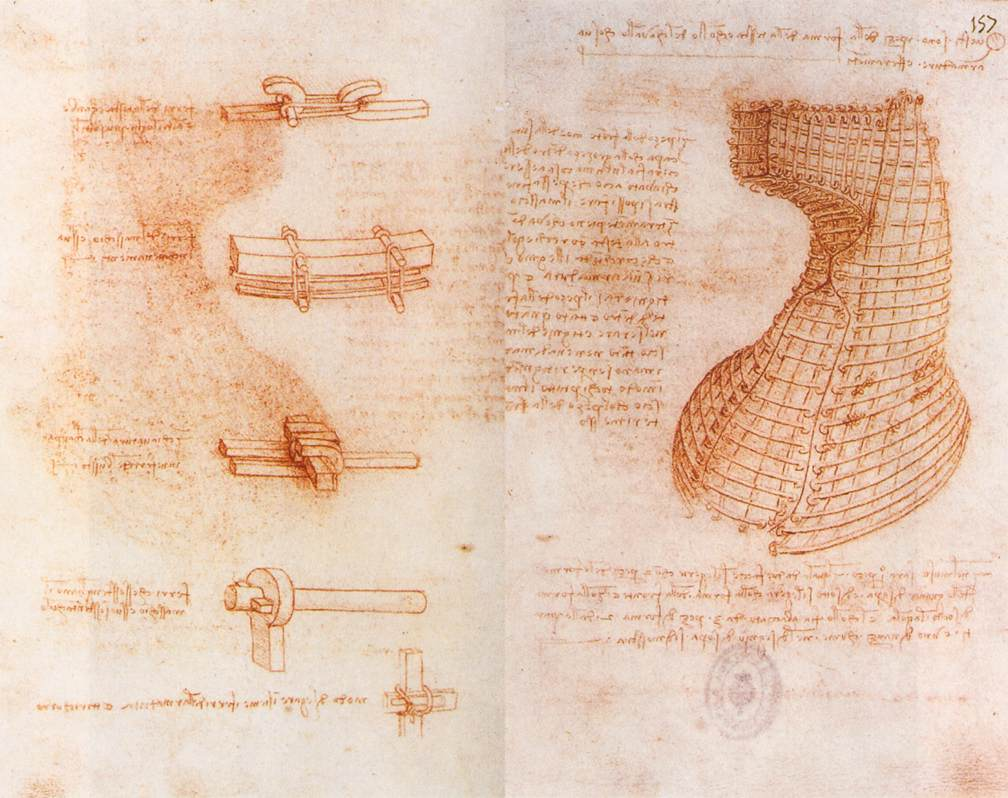
Studio per la creazione del calco della testa del cavallo, Biblioteca Nacional, Madrid

Il colossale modello in creta venne esposto pubblicamente, nel 1493, suscitando l'ammirazione generale. Era infatti "12 braccia alto la cervice" (più di sette metri). A quel punto l'opera doveva solo essere ricoperta di uno spesso strato di cera e quindi della "tonaca" in terracotta, in cui versare il metallo fuso. Tutto era pronto per realizzare davvero l'opera, ma le 100 tonnellate di bronzo necessarie alla realizzazione del monumento non erano più disponibili, essendo state utilizzate per realizzare dei cannoni utili alla difesa del ducato di Milano dall'invasione dei francesi di Luigi XII. Leonardo abbandonò il progetto e partì da Milano.
All'arrivo delle truppe francesi nella città lombarda nel 1499, al comando di Gian Giacomo Trivulzio, acerrimo nemico degli Sforza, l'artista era già riparato a Mantova. Il modello lasciato a se stesso nel Castello Sforzesco venne preso di mira dalla soldataglia, che lo usò come un tiro a segno per esercitare le balestre, frantumandolo e distruggendolo completamente.

## Il monumento equestre a Gian Giacomo Trivulzio
Nel 1506 Leonardo tornato a Milano accettò l'incarico dal Trivulzio di realizzare la sua tomba monumentale sormontata da una statua equestre bronzea.  Leonardo riprese i suoi studi e nuovamente pensò a due versioni con il cavallo impennato e con il cavallo al passo, ma anche questa scultura non venne mai realizzata.

## Versioni contemporanee

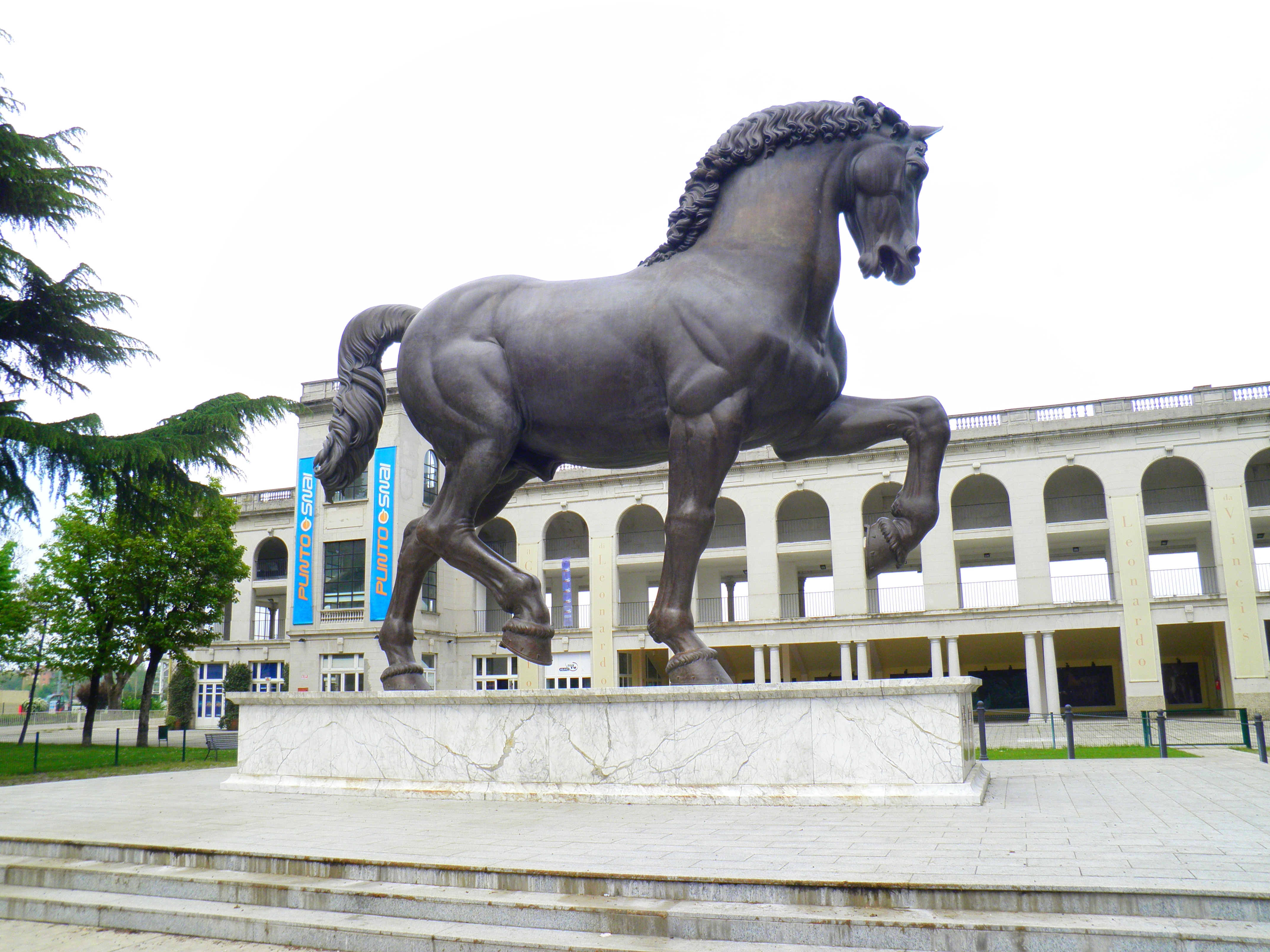
Il cavallo di Leonardo nella versione di Nina Akamu posto all'Ippodromo di Milano

Nel 1977 Charles Dent, un artista dilettante e collezionista d'arte, si entusiasmò all'idea di realizzare dopo cinque secoli il sogno di Leonardo. Mise in piedi l'organizzazione e riuscì, dopo più di quindici anni di impegno, a trovare i fondi: il costo del cavallo, alla fine, arrivò a quasi 2,5 milioni di dollari. L'uomo comunque non riuscì a vedere realizzato il proprio sogno, morendo nel 1994, prima che l'impresa fosse completata.
Alla morte di Dent il progetto stava per essere abbandonato, quando Frederik Meijer, proprietario di una catena di supermercati nel Michigan, si offrì di finanziare il progetto, purché si fondessero due cavalli: uno per Milano e uno per il parco Frederik Meijer, un parco naturale e artistico a Grand Rapids (Michigan), proprietà di Meijer, dove sono raccolte all'aperto copie delle statue moderne più celebri.
Il progetto è andato avanti fra numerose difficoltà e alla fine la direzione dei lavori è stata data alla scultrice Nina Akamu che ha finalmente condotto in porto l'impresa.
Il primo passo è stato quello di realizzare un cavallo di dimensioni ridotte, circa 3 metri di altezza. Questo fu il primo modello per arrivare alla gigantesca scultura in argilla di quasi 8 metri. È dal cavallo di argilla che sono stati ricavati i calchi dove è stato colato il bronzo fuso.
Le sette parti in cui il cavallo era stato fuso arrivarono nel luglio del 1999 a Milano dove vennero saldate insieme. Dopo qualche discussione il cavallo fu posto nel settembre 1999 all'ingresso dell'ippodromo Snai di San Siro.
La versione americana del Cavallo di Leonardo venne sistemata nei Meijer Gardens nell'ottobre del 1999 ed è oggi il pezzo più importante dell'esposizione.
Una replica in scala ridotta (2,5 m) fu donata nel 2001 alla città di Vinci e collocata in piazza della Libertà.
Dal 2001 il Cavallo di Leonardo è anche il simbolo dei MIFF Awards, festival del cinema internazionale di Milano.
Un'ulteriore versione in scala ridotta del monumento è installata nei pressi di San Donnino, sempre in provincia di Firenze. Il cavallo, commissionato dalla società fornitrice di servizi museali "Opera Laboratori Fiorentini", è posto all'ingresso di un laboratorio di falegnameria e magazzino della ditta.

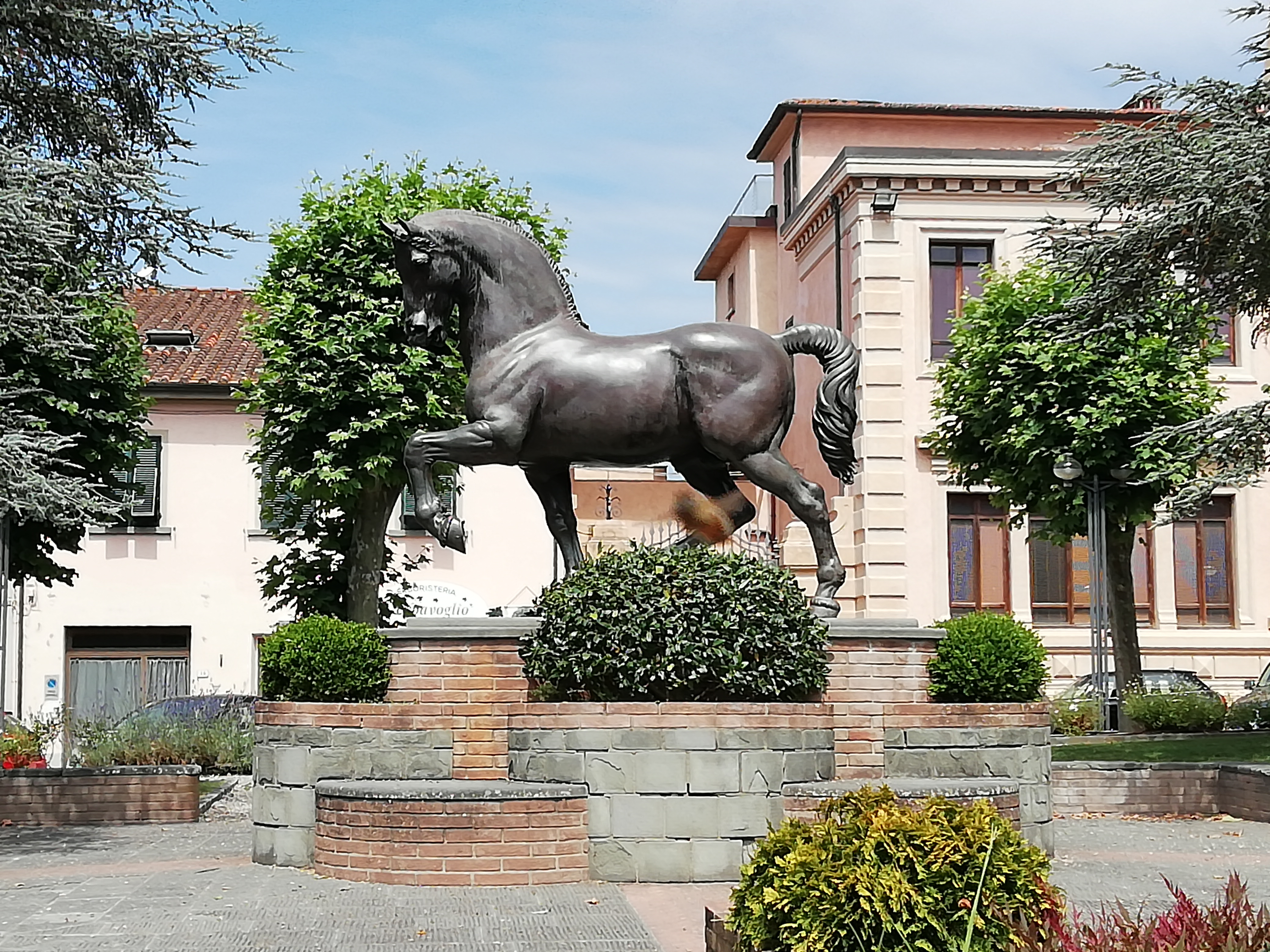
La replica del Cavallo a Vinci
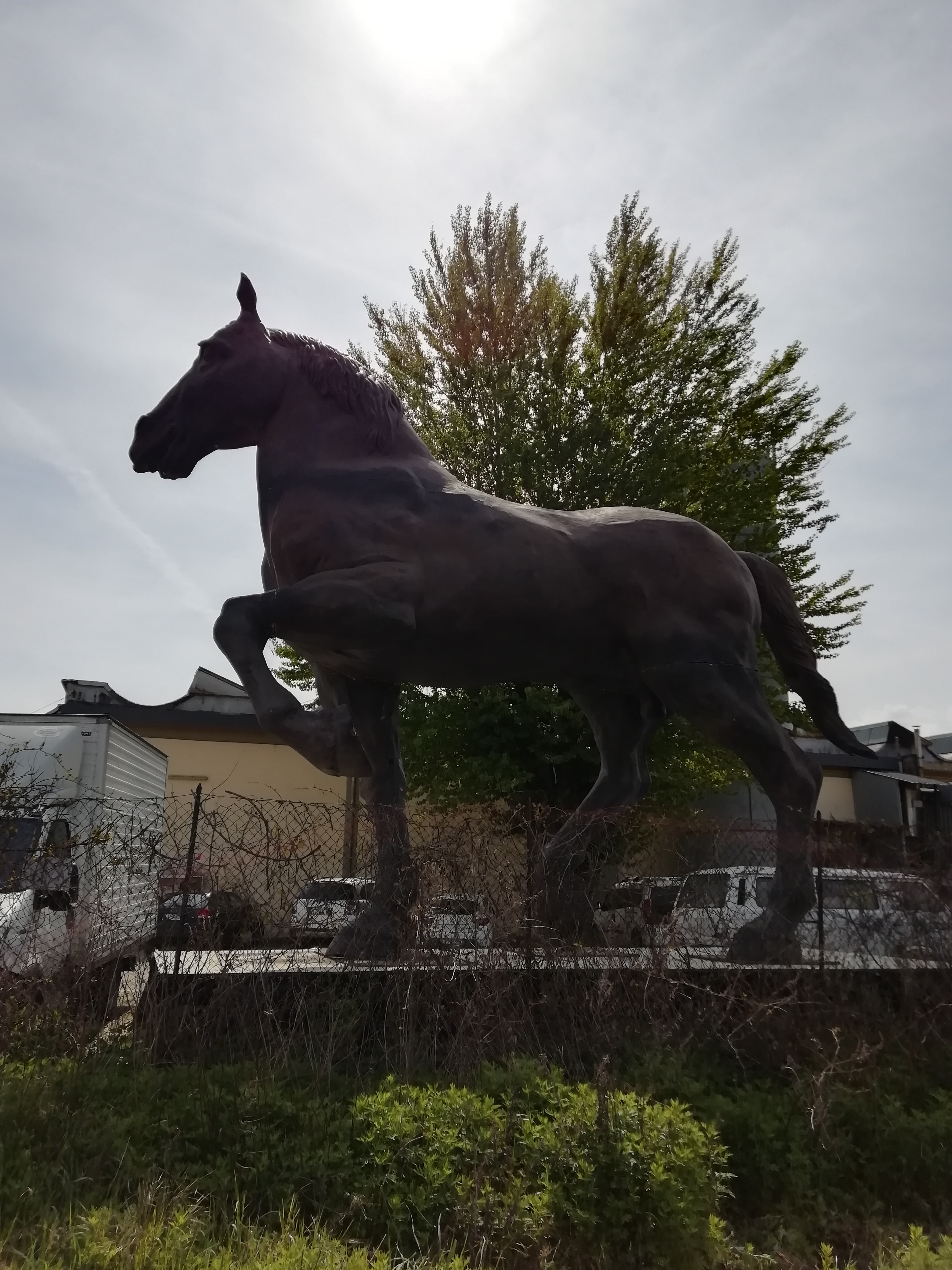
La versione del Cavallo di San Donnino
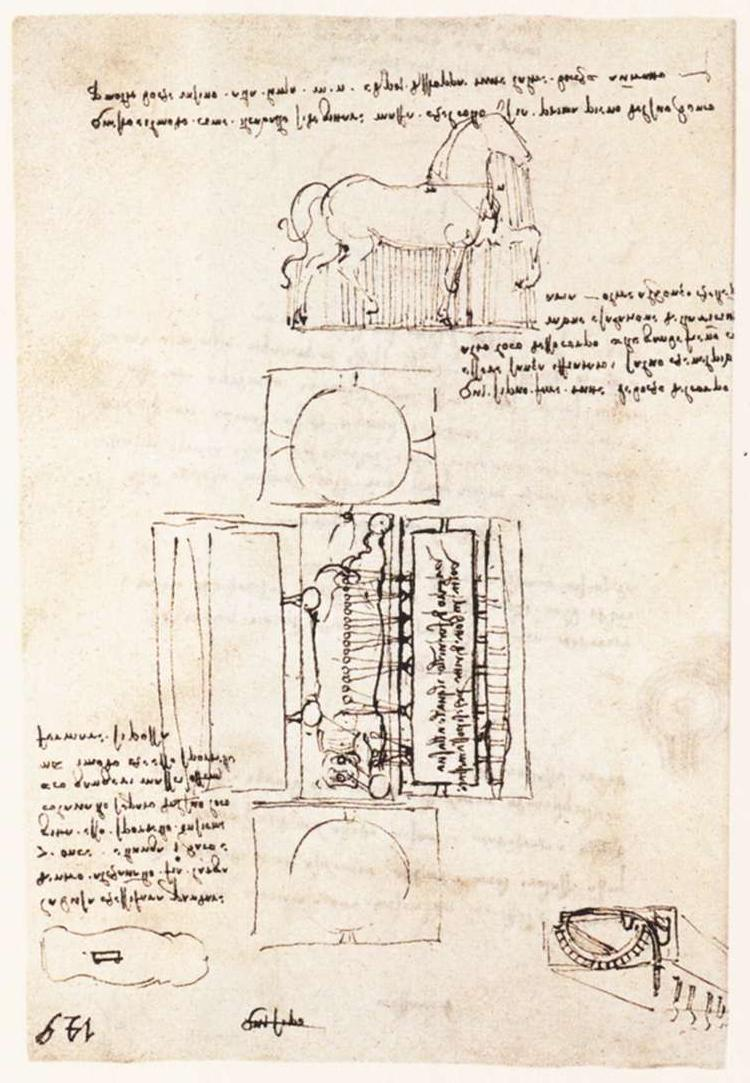
Studio sulla collocazione del cavallo, Biblioteca Nacional, Madrid
Disegno comparativo sulle proporzioni del colosso rispetto a un uomo adulto